# Цзяньє
Цзяньє (спрощ.: 建邺区; піньїнь: Jiànyè qū) — район Нанкіна (провінція Цзянсу, КНР). Названий за йменуванням столиці держави У доби Трицарства.
Адміністративно район поділяється на 6 вуличних комітетів.